# Nadányi János
Nadányi János (latinul: Iohannis Nadányi), (Körösnadány, 1643 körül – Biharnagybajom, 1707. július 8.) református lelkész és történetíró.

## Élete
Apja Mihály 1659-ben erdélyi ítélőmester, akit egy vita folytán II. Rákóczi György lefejeztetett. Anyja a nagyváradi származású Gargücs Erzse volt, kinek apját politikai okokból 1658-ban ugyancsak fejvesztésre ítéltek.
A jó eszű és szorgalmas ifjú, szerencsétlen sorsú apja és nagyapja után – mintegy vezeklésképpen – a papi pályát választotta. Nagybátyja, báró Nadányi Miklós nógrádi főkapitány (gubernátor) segélyével külföldre ment.
1656-tól hollandiai egyetemeken tanult: a leideni egyetemen, majd 1658-ban az utrechti egyetemen jogot hallgatott, ezután Amszterdamban felkereste az idős Comeniust. 1663-ban itt adta ki Florus Hungaricus című (hézagpótló) magyar históriáját, latin nyelven. A művet egyébként még abban az évben angolra is lefordították és kiadták.
Megfordult Angliában is, majd Franciaországon és Svájcon keresztül utazott haza. Hazatérve, mivel családja időközben politikai okokból elszegényedett, 1666-ban a nagyenyedi református kollégiumban a logika és a héber nyelv tanára lett. 1671-től egy ideig Nagyváradon tanítóskodott, és több hely után végül Biharnagybajomba ment, ahol közel három évtizeden át volt lelkész.
Biharnagybajomban, 1707. július 8-án, 64 éves korában, nagy nyomorban halt meg.

## Művei
- Fő műve: De jure belli (Utrecht, 1658)
- Florus Hungaricus… (Amszterdam, 1663)
- Lefordította Antoninus Mizaldus orvos művét: Kerteknek gondviselésekről, ékítésekről, oltásokról, a Füveknek orvos hasznaikról, Gyümöltsök tartásokról (Kolozsvár, 1669)

## Modern kiadások
- Magyar biokertek a XVII. században; vál., szerk., bev. Surányi Dezső / Lippai János: Posoni kert, 1664–1667 / Nadányi János: Kerti dolgoknak leírása, 1669; Natura, Bp., 1987
- Iohannis Nadányi Florus Hungaricus – Nadányi János: Florus Hungaricus. A latin és a magyar szöveget, továbbá az angol kiad. bevezetőjét és kiegészítő történeti áttekintését sajtó alá rend. Havas László, Óbis Hajnalka, Orosz Ágnes, Szabadi István, Szűcs Gábor, Takács Levente, Tegyey Imre. Kossuth Egyetemi Kiadó, Debrecen, 2001 (Agatha)
- Iohannis Nadányi: Opera selecta; szerk., utószó Havas László; Societas Neolatina Hungarica Sectio Debreceniensis, Debrecen, 2003